# Ryan Reynolds, a képzelt szuperhős
A Ryan Reynolds, a képzelt szuperhős (eredeti cím: Paper Man vagy Unlikely Hero) 2009-es amerikai független dramedy, amelyet Kieran és Michele Mulroney írt és rendezett. A főszerepben Jeff Daniels, Emma Stone, Lisa Kudrow és Ryan Reynolds látható.
A filmet 2010. április 3-án mutatták be.

## Rövid történet
Egy megviselt író valószínűtlen barátságot köt egy Long Island-i tinédzserrel.

## Szereplők
| Színész        | Szerep            | Magyar hang      |
| -------------- | ----------------- | ---------------- |
| Jeff Daniels   | Richard Dunn      | Csankó Zoltán    |
| Lisa Kudrow    | Claire Dunn       | Spilák Klára     |
| Ryan Reynolds  | Eszményi kapitány | Stohl András     |
| Emma Stone     | Abby              | Trokán Nóra      |
| Kieran Culkin  | Christopher       | Minárovits Péter |
| Hunter Parrish | Bryce             | Stern Dániel     |
| Arabella Field | Lucy              |                  |

## Megjelenés
A filmet először a 2009-es Los Angeles-i Filmfesztiválon mutatták be. Az MPI Media Group megszerezte a forgalmazási jogokat Észak-Amerikában, és a film 2010. április 23-án korlátozott számban került bemutatásra.
A filmet az Egyesült Királyságban Unlikely Hero címmel 2014 áprilisában adta ki DVD-n a Signature Entertainment. Az Egyesült Államokban nem jelent meg semmilyen videoformátumban. A kanadai E1 Films 2010-ben adta ki DVD-n.

## Fogadtatás
A Ryan Reynolds, a képzelt szuperhős negatív értékeléseket kapott a kritikusoktól. A Rotten Tomatoes weboldalon 31 kritika alapján 32%-os értékelést ért el 4.73/10-es átlagpontszámmal. A Metacritic 15 kritikus véleménye alapján 37%-os értékelést kapott a filmre.
Mick LaSalle, a San Francisco Chronicle cikkírója "érzéketlennek, erőtlennek, élettelennek és hamisnak" találta a filmet. Kirk Honeycutt, a The Hollywood Reporter kritikusa szerint: „ez a vígjáték a kezdetektől fogva zavarba ejtő és kínos, és soha nem találja meg a ritmust vagy az értelmet”.